# Клаус-Дітер Нойберт
Клаус-Дітер Нойберт (нім. Klaus-Dieter Neubert, 22 листопада 1949) — німецький академічний веслувальник.
Олімпійський чемпіон 1972 року в складі розпашної двійки зі стерновим, учасник 1968 року.
Срібний призер Чемпіонату світу 1974 року в складі розпашної двійки зі стерновим.
Чемпіон Європи 1971 року в складі розпашної двійки зі стерновим, срібний призер 1973 року в складі розпашної двійки зі стерновим.